# Neuheun (Mesjid Raya)
Neuheun is een bestuurslaag in het regentschap Aceh Besar van de provincie Atjeh, Indonesië. Neuheun telt 9639 inwoners (volkstelling 2010).